# Бруно Ергард Абеґґ
Бруно Ергард Абеґґ (17 січня 1803 — 16 грудня 1848) — прусський державний діяч.
Абеґґ народився в Ельблонгу (Elbląg), де його батько був купцем і приватним торговельним радником.
Починаючи з 1822 року, Абеґґ вивчав право в університетах  Гейдельберга і  Кенігсберга, і практикувався у Гданську і Кенігсберзі. У 1831 році він купив маєток у Фішгаузені, стає головою цього району 23 квітня 1833 року. Потім він переїхав до Кенігсберга, де став начальником поліції. У 1835 році йому було присвоєно звання таємного радника уряду в Берліні і відправлено у Вроцлав.
Він став віце-президентом комісії П'ятдесяти у Франкфурт-на-Майні. Пізніше, він був членом Національних Зборів в Берліні, де і помер від хвороби.
Абеґґ був двоюрідним братом криміналіста  Юліуса Фрідріха Генріха Абеґґа.